# Rinaca chinghaina
Rinaca chinghaina is een vlinder uit de familie nachtpauwogen (Saturniidae), onderfamilie Saturniinae.
De wetenschappelijke naam van de soort is voor het eerst geldig gepubliceerd door Chu & Wang in 1993.